# مایا دیاب
مایا دیاب (عربی: مايا دياب؛ زادهٔ ۹ نوامبر ۱۹۸۰) خواننده، موسیقی‌دان و ستاره (فرد مشهور) تلویزیونی اهل لبنان است.

## زندگی نامه
مایا دیاب در اشرفیه ، در یک خانواده مسیحی یونانی ارتدکس به دنیا آمد. دیاب پس از دریافت مدرک دانشگاهی از دانشگاه لبنان در رشته های رادیو و تلویزیون تحصیل کرد. او در چندین برنامه تلویزیونی کار کرد. دیاب یک برادر (غسان) و دو خواهر (مونا و گریس) دارد. او کوچکترین فرزند خانواده است. او در سال ۲۰۰۶ با یک تاجر مسلمان به نام عباس ناصر ازدواج کرد که در سال ۲۰۱۷ از او جدا شد.

## حواشی
اخبار بسیاری مبنی بر روابط نامشروع وی با شاهزادگان خلیج‌فارس وجود دارد.
در همین زمینه؛ چندی پیش مایا دیاب با حضورش در برنامه "متهم" خبرساز شد.
این برنامه که توسط دو تن از مجریان مشهور جهان عرب در شبکه "ال‌بی‌سی" لبنان پخش می‌شود، با دعوت از خوانندگان و افراد مشهور جهان عرب و پرسیدن سئوالات چالشی از آن‌ها، مخاطبان زیادی را به خود جذب کرده است.
مایا دیاب، از بدو ورودش در این برنامه با سئوالات مجریان مبنی بر روابط خودش با شاهزادگان خلیج‌فارس و چگونگی این روابط رو به رو شد و پس از گذشت زمان اندکی از برنامه، در واکنش به این سئوالات، در حالی که می‌گفت "قید کرده بودم که درباره این مطلب حرفی نزنید"، برنامه را ترک کرد!
وی در سال ۲۰۱۴ از پیشنهاد تروریست های داعش به او برای پیوستن به این تروریست ها و انجام جهاد نکاح پرده برداشت.